# Gdaňský gulden
Gdaňský gulden („gdaňský zlatý“) byla měnová jednotka Svobodného města Gdaňsk od roku 1923 až do jeho zániku připojením k nacistické Velkoněmecké říši v roce 1939. Dělila se na sto feniků (Pfennig). Emitentem byla Danziger Zentralkasse AG a po svém ustavení 5. února 1924 Gdaňská banka (Bank von Danzig).

## Mince
Mince gdaňského guldenu byly vydávány v nominální hodntě 1, 2, 5 a 10 feniků a ½, 1, 2, 5, 10 a 25 guldenů.

## Bankovky
Bankovky gdaňského guldenu byly vydávány v nominální hodnotě 1, 2, 5, 10, 25 a 50 feniků a 1, 2, 5, 10, 20, 25, 50, 100, 500 a 1 000 guldenů.